# Eucelatoria pollens
Eucelatoria pollens là một loài ruồi trong họ Tachinidae.